# Гнілане
Гнілане (серб. Гњилане, Gnjilane) або Г'їлані (алб. Gjilani) — населений пункт міського типу в Косові. Лежить за 47 кілометрів на південний схід від Приштини. Є центром Косовського Поморав'я. Населення — 73 125 (2010).

## Природа
Місто лежить у гористій місцевості з невеликими перепадами висот (500—800 м). Клімат гірський. Середні температури січня — +2—3 °C, липня — близько +25 °C. Середньорічна кількість опадів — близько 800 мм. Наявні джерела мінеральних вод.

## Економіка
У місті є 3700 зареєстрованих приватних підприємств, де працюють 7900 чоловік. До 1999 року Джилані був важливим промисловим центром у Косові (завод радіаторів, тютюнова фабрика). Новий бізнес-інкубатор міста, за підтримки Європейського агентства з реконструкції, був відкритий улітку 2007 року.

## Відомі особистості
Народилися:
- Міра Ступіца (1923—2016) — югославська та сербська акторка.
- Агім Рамадані (1964—1999) — вояк Армії визволення Косова.
- Джердан Шачірі (1991-) — швейцарський футболіст.